# 2 Girls 1 Cup
2 Girls 1 Cup er det uofficielle navn for traileren til Hungry Bitches, der er en pornografisk film fra 2007 produceret af MFX Media. Traileren er med to kvinder som har fetichistiske intime forbindelser, herunder afføring i en kop og på skift indtage ekskrementerne, og ved opkastning ind i hinandens munde.
Denne ene minuts preview er en viral video, der blev en velkendt på internettet i sig selv, og for de reaktioner det grafiske indhold fremkaldt fra seere, der ikke har set sådanne film før.

## Eksterne links
- 2 Girls 1 Cup på Internet Movie Database (engelsk)
- 2 Girls 1 Cup på The Movie Database (engelsk)